# Юсківська волость (Лубенський повіт)
Юсківська волость — адміністративно-територіальна одиниця Лубенського повіту Полтавської губернії з центром у селі Юсківці (нині с.Ісківці). Остання новостворена волость у Лубенському повіті, була виділилена із Черевківкої волості.